# Solnówek
Solnówek – osada leśna w Polsce położona w województwie wielkopolskim, w powiecie pilskim, w gminie Miasteczko Krajeńskie. Miejscowość wchodzi w skład sołectwa Grabówno.
W latach 1975–1998 miejscowość administracyjnie należała do województwa pilskiego.